# Salavre
Salavre – miejscowość i gmina we Francji, w regionie Owernia-Rodan-Alpy, w departamencie Ain.

## Demografia
Według danych na styczeń 2012 roku gminę zamieszkiwały 294 osoby, a gęstość zaludnienia wynosiła 37,8 osób/km².